# 단지 그대가 여자라는 이유만으로
단지 그대가 여자라는 이유만으로는 1990년 공개된 대한민국의 영화이다.

## 배역
- 원미경 : 임정희 역
- 이영하 : 남편 역
- 손숙 : 여변호사 역
- 이경영 : 상대 변호사 역
- 김민종 : 청년 역
- 진희진 : 시누이 역
- 심재림
- 황병훈

## 수상
- 1990년 제11회 청룡영화상
  - 여우주연상 - 원미경
  - 여우조연상 - 손숙
- 1991년 제15회 황금촬영상
  - 감독상 - 김유진
- 1991년 제29회 대종상
  - 남우주연상 - 이영하
  - 여우주연상 - 원미경
  - 우수작품상
  - 시나리오상 - 이성수, 노효정
  - 특별상(스틸) - 백영호
  - 특별상(연기-남) - 최재호
- 1991년 제11회 한국영화평론가협회상
  - 남우주연상 - 이영하

## 관객수
- 서울 49,844명

※ 출처- KOBIS 영화관 입장권 통합 전산망

## 같이 보기
- 변월수 사건